# یاسوتاکا یاناگی
یاسوتاکا یاناگی (انگلیسی: Yasutaka Yanagi؛ زادهٔ ۲۲ ژوئن ۱۹۹۴) بازیکن فوتبال اهل ژاپن است.
از باشگاه‌هایی که در آن بازی کرده‌است می‌توان به باشگاه فوتبال آلبیرکس نیگاتا اشاره کرد.